# Isola Belyj

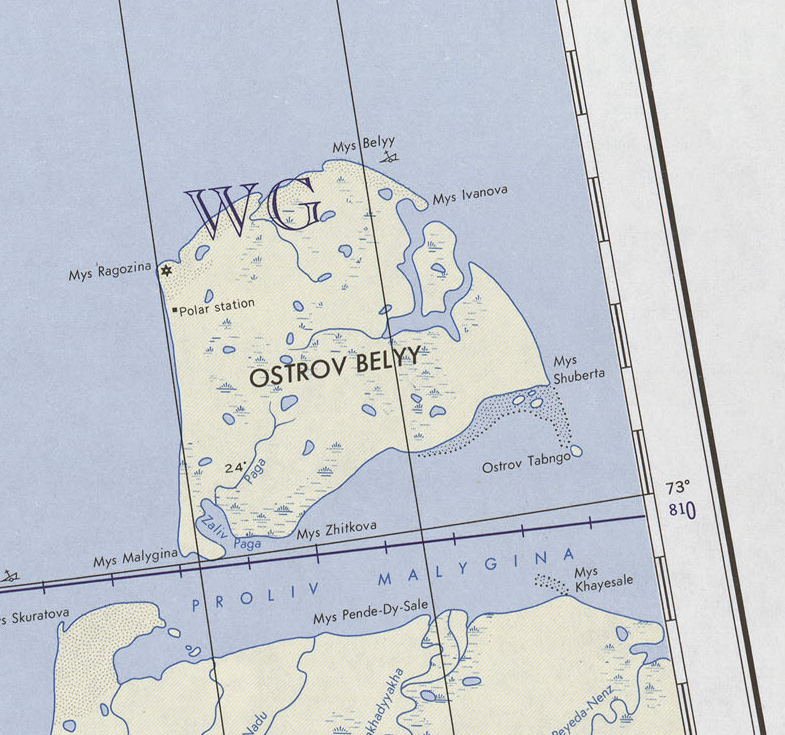
Mappa nautica dell'isola

L'isola Belyj ("isola bianca"; in russo Белый остров) è situata nel Mare di Kara, è separata dalla penisola Jamal dallo stretto di Malygin, largo 8 / 10 km, che è ghiacciato per la maggior parte dell'anno. Amministrativamente Belyj fa parte del Circondario autonomo Jamalo-Nenec.
La superficie dell'isola è di 1.810 km², l'altezza massima di 24 m. È la 218° tra le maggiori isole del mondo.
La sua vegetazione è quella tipica della tundra. Sull'isola ci sono molti laghi. Le coste settentrionali e orientali sono basse e sabbiose, mentre ad ovest e a sud ci sono scogliere che in alcuni punti arrivano a 6 m di altezza. Sulla costa occidentale vi è una stazione polare sperimentale (la stazione Popov) data la sua prossimità alla rotta del passaggio a nord-est.